# Бомбей (штат)
Штат Бомбей — штат Индии, существовавший в 1947—1960 годах.
Во времена британского правления в Индии территории Западной Индии, находившиеся под прямым британским управлением, были объединены в Бомбейское президентство. В 1937 году президентство было преобразовано в регулярную провинцию Британской Индии.
После раздела Британской Индии и образования независимой Индии в 1947 году, к Бомбейской провинции были присоединены многие туземные княжества Декхана и Гуджарата, и образовавшаяся административная единица была переименована в штат Бомбей.
В 1956 году, в соответствии с Актом о реорганизации штатов, штат Бомбей существенно расширился. К нему был присоединён маратхоязычный регион Маратхвада штата Хайдарабад, маратхоязычный регион Видарбха штата Мадхья-Прадеш и гуджаратоязычные штаты Саураштра и Кач; при этом южная каннадаязычная часть штата Бомбей была передана штату Майсур.
Местные жители стали называть свой штат «великим двуязычным штатом». Как говорящие на языке маратхи, так и говорящие на языке гуджарати стали стремиться к созданию собственного моноязычного штата. После того, как движение в поддержку создания маратхоязычного штата привело к вспышкам насилия, 1 мая 1960 года штат Бомбей был разделён на два: гуджаратоязычный Гуджарат и маратхоязычную Махараштру.